# 1926 en France
Chronologie de la France
- 1922
- 1923
- 1924
- 1925
- 1926
- 1927
- 1928
- 1929
- 1930

Cette page concerne l'année 1926 du calendrier grégorien.

## Événements
- 2 mars : création à Paris de l'Étoile nord-africaine, association de travailleurs immigrés algériens[1].
- 6 mars : le gouvernement Aristide Briand est renversé lors de la présentation de la loi de finance présentée par Paul Doumer[2].
- 7 mars : recensement (résultats publiées le 28 décembre)[3]. La population française compte 40 743 851 personnes.
- 8 mars : création de l’agence Publicis par Marcel Bleustein-Blanchet[4].
- 9 mars : Aristide Briand forme un gouvernement  plus au centre marqué par le départ d'Édouard Daladier et de Camille Chautemps et l'attribution du ministère des Finances au radical Raoul Péret[5].
- 30 mars : fondation à Paris du Comité de défense de la race nègre par Lamine Senghor et lancement de La Voix des Nègres (1er numéro le 15 janvier 1927)[6].
- 31 mars-4 avril : la loi de finance présentée par Raoul Péret est adoptée grâce à l'abstention des socialistes et de la droite modérée. Elle présente un budget équilibré, majore la taxe sur le chiffre d'affaires des entreprises qui passe de 1,3 à 2 % et institue un impôt exceptionnel, une « taxe civique » sur le revenu[7],[2]. Le budget définitif est adopté par le Parlement lors d'une séance de nuit le 28 avril[8].

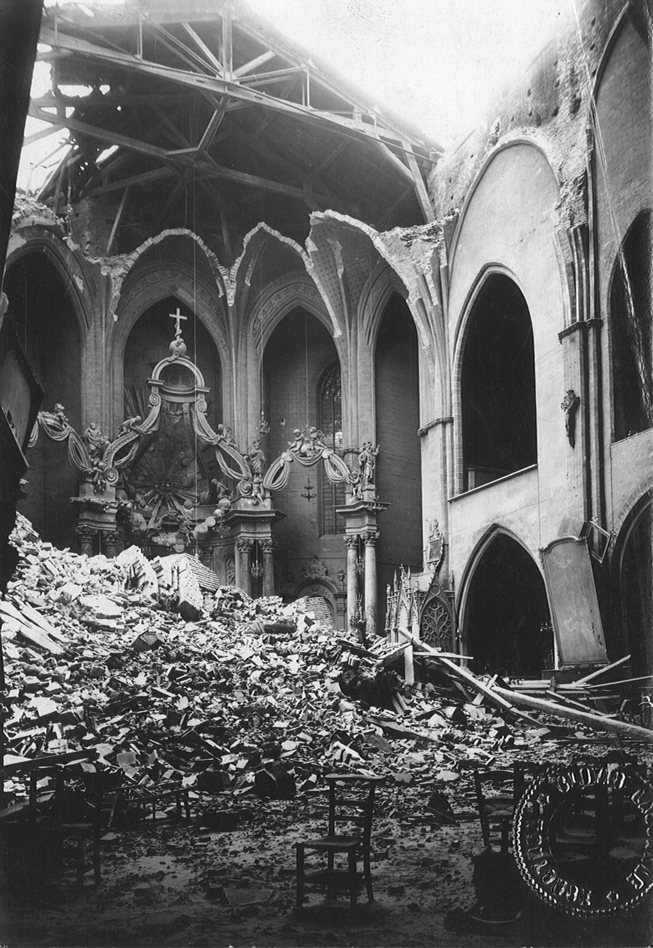
L'église Notre-Dame de la Dalbade après l'effondrement de son clocher.

- 11 avril : effondrement du clocher de l'église de la Dalbade à Toulouse[9].

- 29 avril : accord Bérenger-Mellon de Washington réduisant les dettes de guerre de la France aux États-Unis[10].

- 8-10 mai : offensive générale franco-espagnole (140 000 soldats espagnols et 325 000 français) contre les troupes rifaines au Maroc ; Abd el-Krim se rend aux troupes françaises à Targuist le 27 mai. Fin de la guerre du Rif[11].
- 23 mai : la première constitution libanaise est promulguée[12].
- 31 mai : fusion des républicains socialistes et des socialistes français[8].

- 5 juin : inauguration du barrage hydroélectrique d'Éguzon[13].
- 10 juin : traité d’amitié avec la Roumanie[14].
- 14 juin : départ de Robert Sexé et Henri Andrieux, à la Porte Maillot de Paris, pour le 1er tour du monde à moto (arrivée le 3 décembre 1926 à Bruxelles)[15].
- 20-26 juin : Ve congrès du Parti communiste français à Lille[12].
- 15 juin : démission du gouvernement Briand qui obtenu une trop courte majorité sur une question de confiance[2].
- 22 juin : création de l'AFNOR (Association française de normalisation)[16].
- 24 juin : Aristide Briand président du Conseil forme un gouvernement plus orienté vers le centre droit[2].

- 12 juillet : accord franco-britanniques conclu à Londres entre Caillaux, ministre des Finances, et Churchill, chancelier de l'Echiquier, sur les dettes de guerre[17].

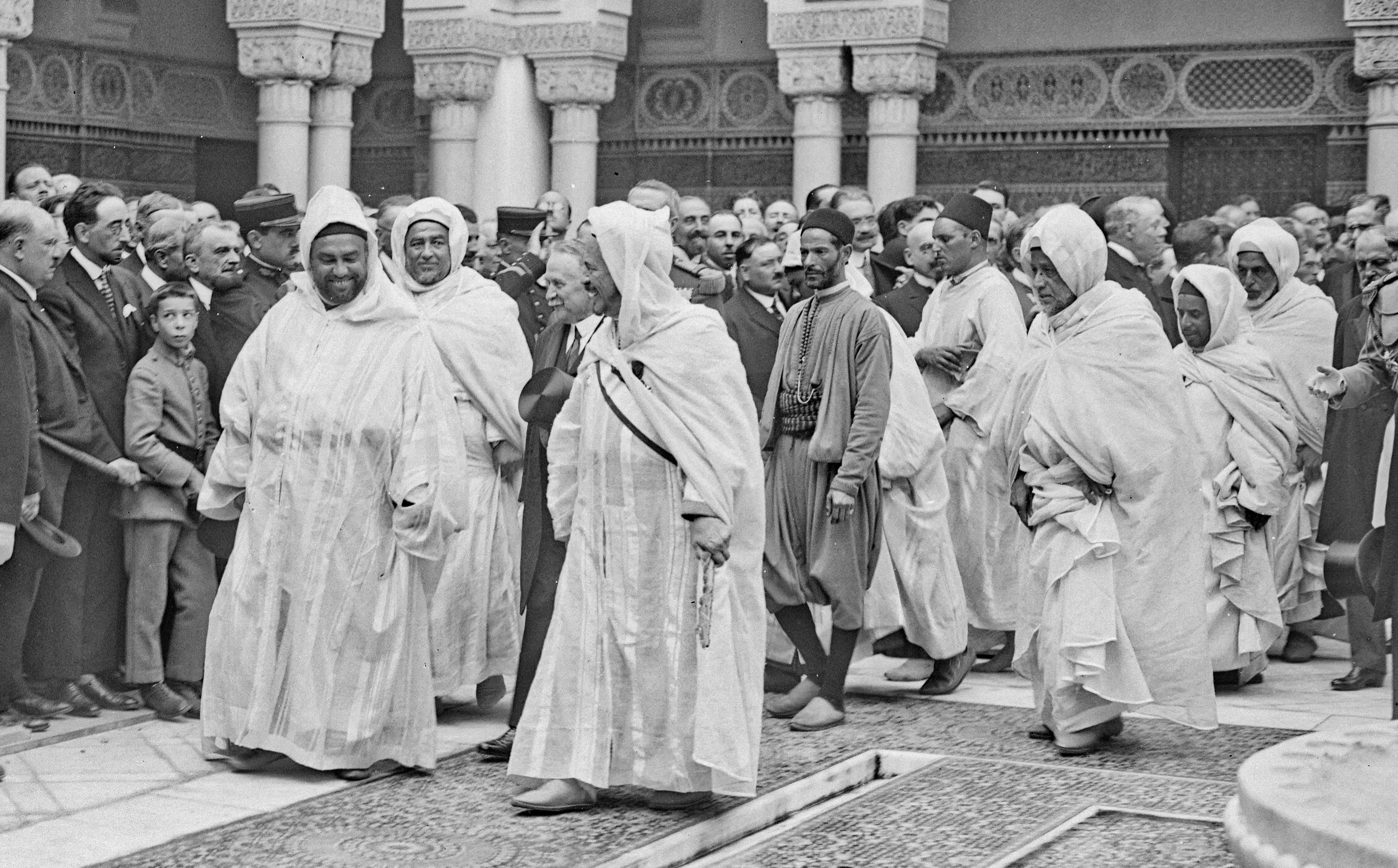
Inauguration de la mosquée de Paris en présence du sultan du Maroc Moulay Youssef.

- 15 juillet : inauguration de la grande mosquée de Paris[18].
- 17 juillet :
  - le gouvernement demande les pleins pouvoirs financiers, mais l'intervention du président de la chambre (Édouard Herriot) contre ce projet provoque la chute du président du Conseil Aristide Briand[2].
  - fondation à Paris de l’Association Amicale des Originaires de l’AEF par André-Grenard Matsoua[19].

- 1er juillet : création de la « Société de prospection électrique » par les frères Conrad et Marcel Schlumberger à l'origine du groupe Schlumberger  (instrumentation pour la recherche pétrolière)[20].
- 11 juillet : manifestation communiste au Pré-Saint-Gervais contre la politique financière du Cartel des gauches [21].
- 19-21 juillet : Édouard Herriot président du Conseil (2), dans un « gouvernement d'union nationale »[22].
- 20 juillet : cinq mille personnes manifestent devant le palais Bourbon contre Herriot[21].
- 21 juillet : crise des changes (1 livre = 243 francs)[23] ; le soir même Herriot est renversé par les radicaux qui basculent à droite[2].
- 23 juillet : rappel de Raymond Poincaré à la présidence du Conseil (4)[23]. Il prend le portefeuille des finances. Son retour ramène la confiance et apaise aussitôt la crise financière.
- 26 juillet : amorce de redressement du franc, avec la collaboration des banques françaises et étrangères. La livre côte 196 francs le 26 juillet, 124 francs fin décembre, rattrapant son niveau de novembre 1925[23]

- 3 août : réforme fiscale. Le président du conseil Poincaré fait entériner par la chambre des députés une hausse de la fiscalité de 11,5 milliards de francs[24]. Les mesures prises concernent :
  - hausse des droits de douane (par décret).
  - majoration des droits sur les boissons et le tabac
  - taxe de 7 % sur la revente d'un bien immobilier sur le capital immobilier.
  - impôt unifié de 6 % sur le chiffre d'affaires.
  - majoration de 50 % de la taxe sur les revenus mobiliers.
  - suppression de l'impôt sur le capital.
  - réduction de l'impôt général sur le revenu qui passe à 30 % du revenu moyen.
- 7 août : 
  - loi portant création de la « Caisse autonome de gestion des bons de la défense nationale et d'amortissement de la dette publique »[25]. Cet organisme public se voit confier la direction générale des manufactures de l'État. Les bénéfices liés à l'exploitation du monopole des tabacs et des allumettes seront affectés à l'amortissement des bons de la défense nationale, ainsi qu'au remboursement anticipé ou à la conversion des anciens fonds de rentes.
  - la France adopte le régime du Gold Exchange Standard[26].
- 8-21 août : sixième congrès démocratique international pour la Paix organisé par Marc Sangnier dans sa propriété de Bierville en Seine-et-Oise. Il rassemble la jeunesse catholique[27].
- 11 août : loi instituant la carte d'identité de travailleur étranger[28].

- 10 septembre : décret relatif à l'organisation de l'administration préfectorale. Il supprime 106 sous-préfectures[29].

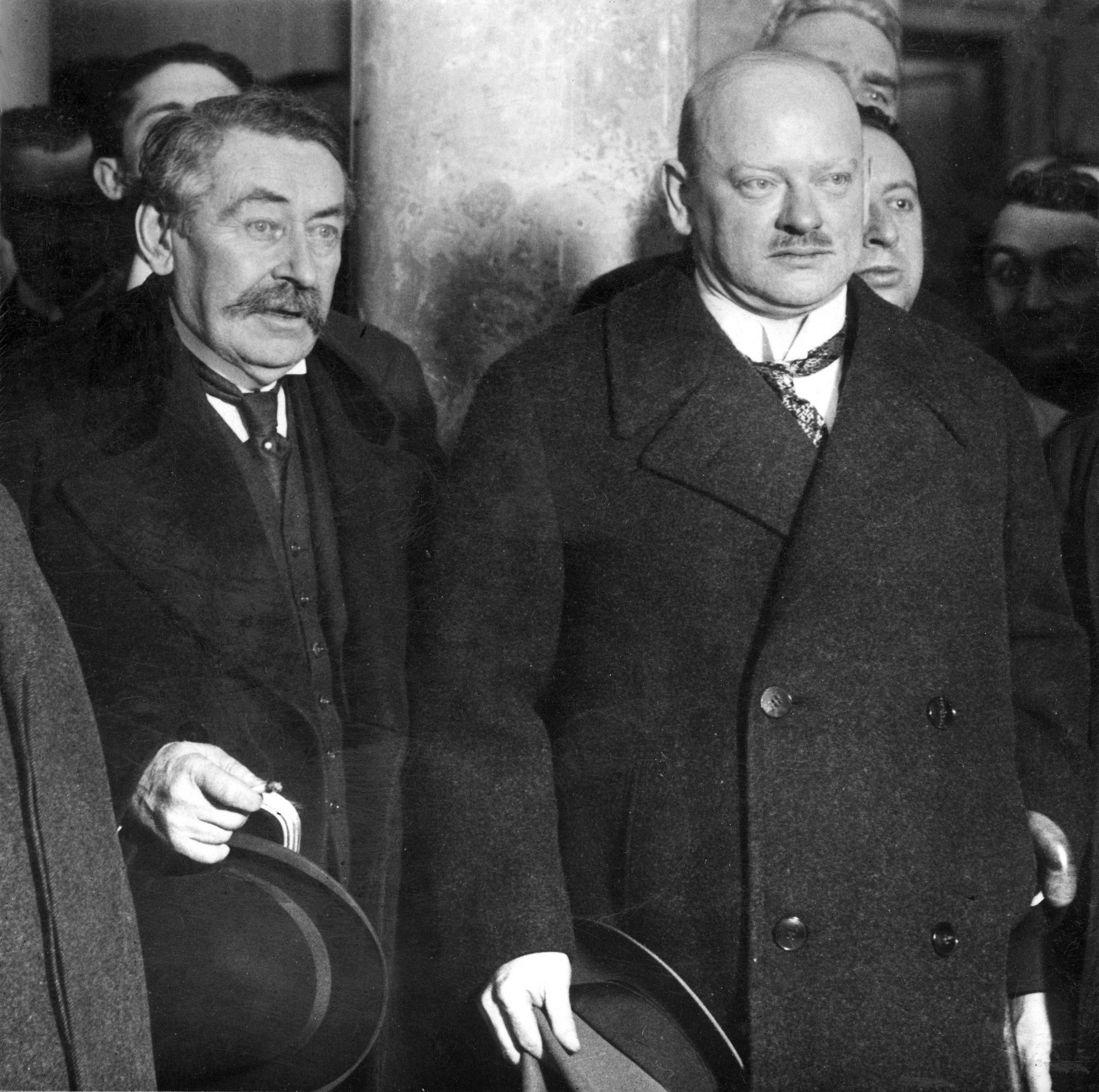
Aristide Briand et Gustav Stresemann en 1926.

- 17 septembre : rencontre entre Aristide Briand et Gustav Stresemann à Thoiry, près de Genève, qui scelle le début de la réconciliation franco-allemande. Briand sollicite une aide financière de l’Allemagne contre des concessions politiques. Les conversations de Thoiry, connues à la suite d’indiscrétions, provoquent en France une vague d’indignation. Poincaré, qui a réussi à stabiliser la monnaie sans l'aide allemande, peut déclarer, fin septembre, que le gouvernement ne sacrifiera pas les droits donnés à la France par les traités[30],[31],[32].
- 1er octobre : Coco Chanel présente sa petite robe noire dans le magazine Vogue[33].
- 15 octobre - 31 décembre : convoi Berliet sur pneus Alger-Bourem-Tombouctou-Alger[34].

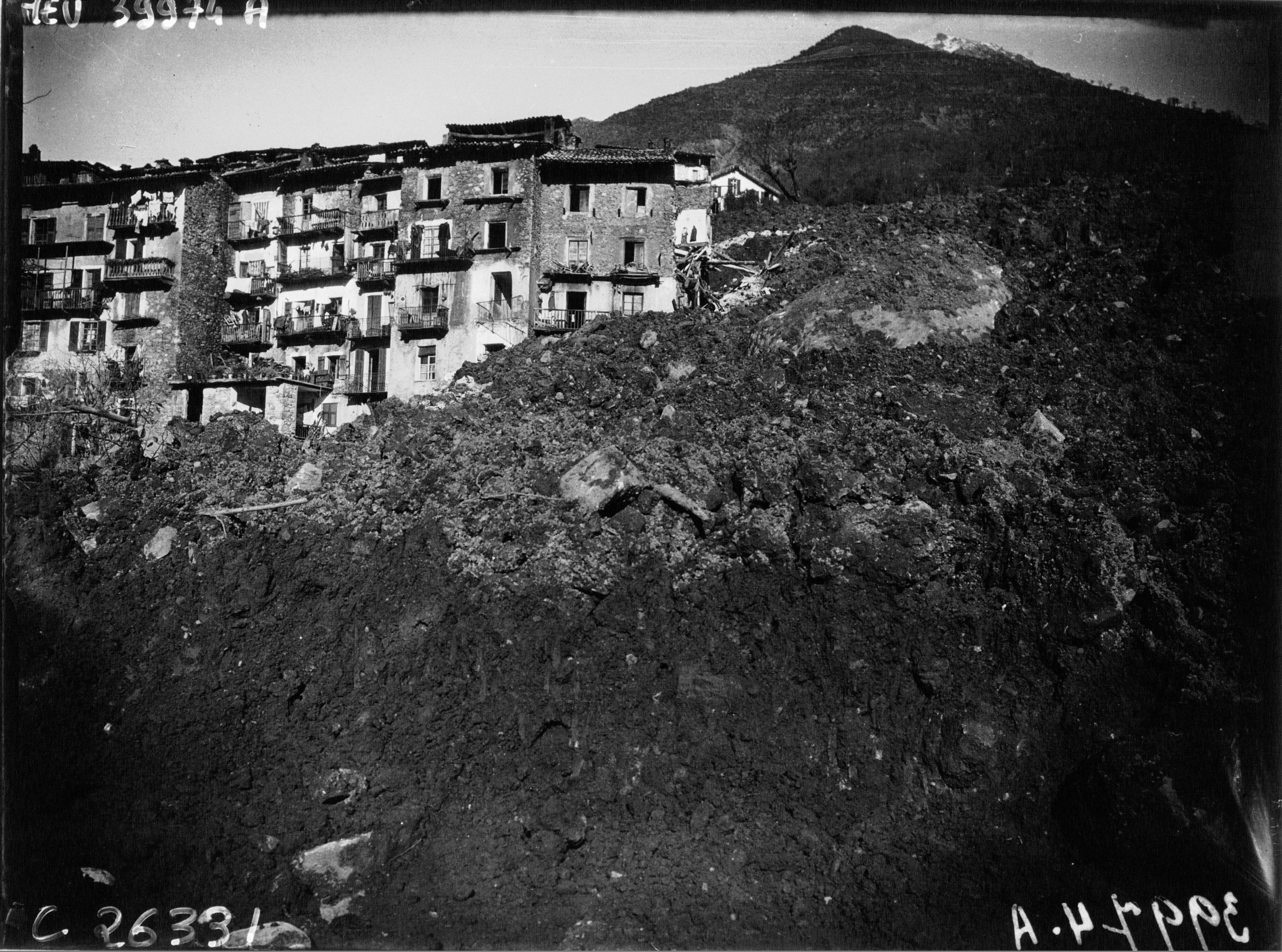
Catastrophe de Roquebillière près de Nice.

- 24 novembre : une vingtaine de maisons du village de Roquebillière dans les Alpes-Maritimes ⋅est détruite par une coulée de boue à la suite de fortes pluies. Dix-neuf morts[35].

- 10 décembre : le prix Nobel de la paix pour 1926 est attribué au Français Aristide Briand et à l’Allemand Gustav Stresemann[36].
- 17 décembre : loi relative à la répression en matière maritime[37].
- 20 décembre : le pape Pie XI condamne la doctrine de l'Action française dans une allocution consistoriale[38].
- 29 décembre : le Saint-Office prohibe l’Action française et les ouvrages de Charles Maurras qui sont mis à l'index[39].

## Naissances en 1926
- 2 février : Valéry Giscard d'Estaing, homme politique, Président de la République (1974-1981)
- 23 février : Jean-Paul Clébert, écrivain français († 21 septembre 2011).
- 30 mai : Roger Buchonnet, coureur cycliste français († 3 mars 2001).
- 3 juillet : Pierre Drai, magistrat français († 18 avril 2013).
- 25 juillet : Monique Pelletier femme politique, ancien ministre et membre du conseil constitutionnelfrançais.
- 14 août : Georges Atlas, acteur († 26 février 1996).
- 30 août : Robert Sarrabère, évêque catholique français, évêque émérite d'Aire et Dax.
- 26 septembre : André Cellier, acteur et metteur en scène français († 21 janvier 1997).
- 22 octobre : Claude Joseph, comédien et voix de Charlie le coq et Sam le pirate dans les Looney Tunes. († 25 février 1995)

## Décès en 1926
- 3 mai : Victor Napoléon, prétendant au trône impérial français, appelé "Napoléon V"
- 27 septembre : Georges Guigue, historien et archiviste français (° 8 novembre 1861).
- 29 septembre : Stanislas-Arthur-Xavier Touchet, cardinal français, évêque d'Orléans (° 13 novembre 1848).
- 5 décembre : Claude Monet, peintre français